# Isaac Hayden
Isaac Hayden, född 22 mars 1995, är en engelsk-jamaicansk fotbollsspelare som spelar för Portsmouth, på lån från Newcastle United.

## Karriär
Den 7 juni 2022 lånades Hayden ut av Newcastle United till Championship-klubben Norwich City på ett säsongslån. Den 5 september 2023 lånades han ut till belgiska Standard Liège på ett säsongslån. Den 1 februari 2024 lånades Hayden istället ut till Championship-klubben Queens Park Rangers på ett låneavtal över resten av säsongen 2023/2024. Den 10 januari 2025 lånades han ut till Portsmouth på ett låneavtal över resten av säsongen 2024/2025.